# Serra d'Alfàbia
La Serra d'Alfàbia (pronúncia local: [əw'faβi]) és una serra de Mallorca que forma part de la Serra de Tramuntana. Rep el nom de la possessió bunyolina d'Alfàbia tot i que pertany al municipi de Sóller.
Amb una altura màxima de 1.067 m, separa la vall de Sóller de la d'Orient. Limita al nord amb Sóller, al sud amb Bunyola i Orient, a l'est amb el puig de l'Ofre (1.090 m) i a l'oest amb el puig des Teix (1.064 m). Al cim, hi ha unes antenes repetidores que permeten la recepció dels canals de televisió i d'emissores de ràdio a gairebé totes les poblacions de l'illa de Mallorca.

## Principals accessos
- Des del Coll de Sóller
- Des de Biniaraix, pel Barranc de Biniaraix i pels Cornadors
- Des de l'embassament de Cúber, pel Barranc de Biniaraix i pels Cornadors
- Des d'Orient, pel Pas de na Maria
- Des de Sóller, per S'Arrom

## Galeria d'imatges

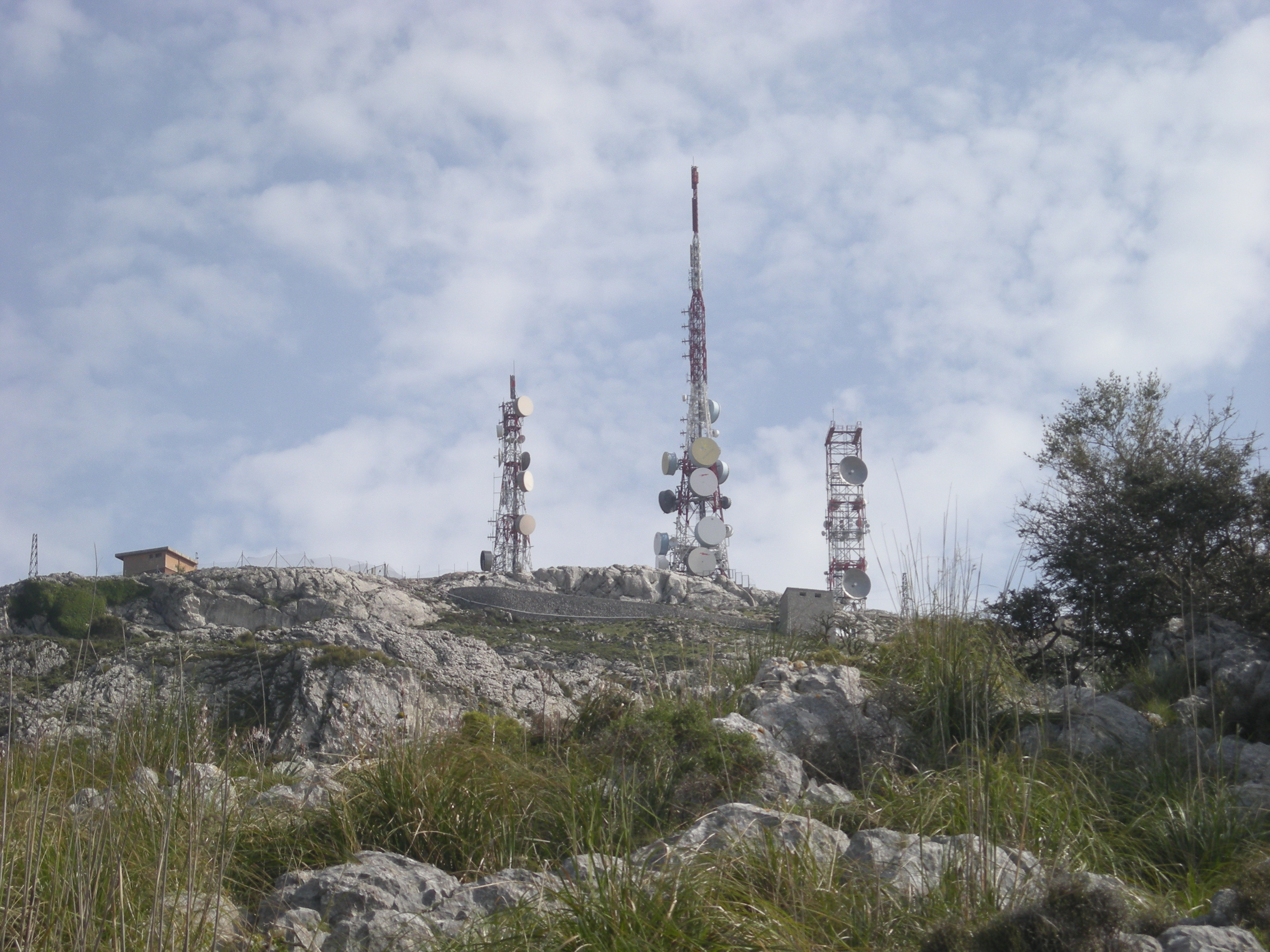
Antenes de telefonia a Alfàbia, amb el Teix al fons.
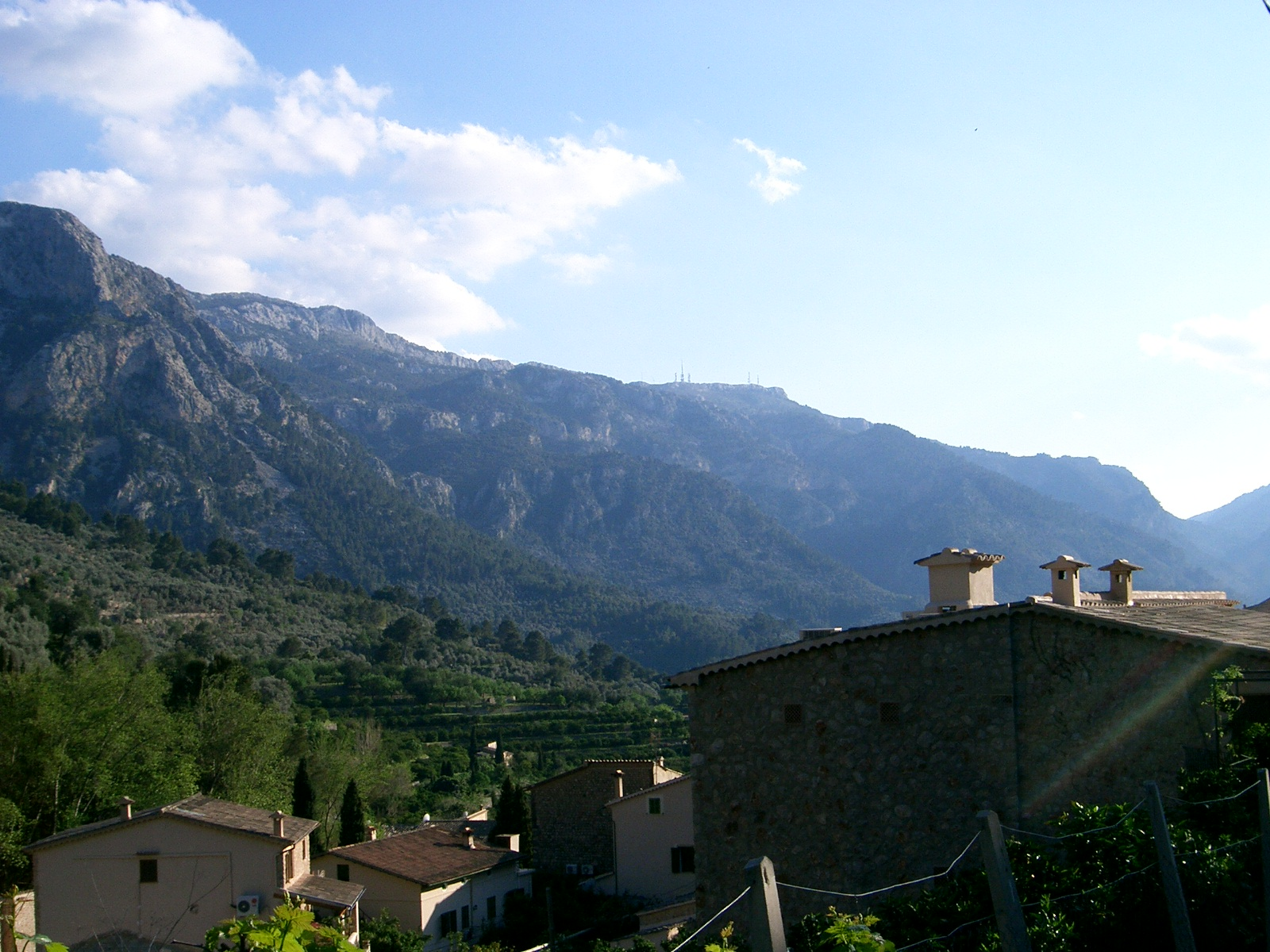
La serra d'Alfàbia, vista de Fornalutx.